# You Have Been Loved/The Strangest Thing '97
You Have Been Loved/The Strangest Thing '97 è un singolo del cantante inglese George Michael, estratto dall'album Older (1996) e pubblicato nel 1997.

## Tracce
CD-Single
1. You Have Been Loved – 5:29
2. The Strangest Thing '97 (Radio Mix) – 4:40

CD-Maxi
1. You Have Been Loved – 5:29
2. The Strangest Thing '97 (Radio Mix) – 4:40
3. Father Figure (MTV Unplugged) – 6:13
4. Praying for Time (MTV Unplugged) – 5:22

## Classifiche
| Classifica (1997) | Posizione massima |
| ----------------- | ----------------- |
| Australia         | 75                |
| Belgio (Fiandre)  | 57                |
| Danimarca         | 7                 |
| Europa            | 9                 |
| Irlanda           | 11                |
| Paesi Bassi       | 44                |
| Regno Unito       | 2                 |
| Svezia            | 53                |